# Josip Magdić
Josip Magdić, hrvaški organist, skladatelj, muzikolog, publicist, prevajalec, glasbeni kritik in pedagog, * 19. marec 1937, Ogulin; + 26. november 2020, Ogulin.
Diplomiral je na Akademiji za glasbo v Ljubljani in leta 1964 postal član Društva slovenskih skladateljev.
Od leta 1995 do upokojitve 2007 je bil redni profesor na Glasbeni akademiji v Zagrebu, pred tem 1970-94 poučeval na enaki ustanovi v Sarajevu.